# Jezerska tovorna ladja
Jezerska tovorna ladja (ang. Lake freighters ali Lakers) so tovorne ladje, ki plujejo po Velikih jezerih v Severni Ameriki. V večini primerov gre za ladje za razsuti tovor, ki prevažajo rudo, žito, sol ali premog. Nekatere ladje so opremljene z opremo za natovarjanje in raztovarjanje, druge pa potrebujejo pristaniško opremo. "Lakerje" se hitro prepozna, ker imajo most na sprednjem delu ladje.
Kljub temu, da te ladje plujejo po jezerih, so po dimenzijah kar velike: npr. Paul R. Tregurtha je dolga 308,9 metra, največja nosilnost okrog 80000 ton. Tipična dolžina je sicer 183 - 213 m in nosilnost okrog 10000-40000 ton.
V sredini 20. stoletja je operiralo okrog 300 "lakerjev", za začetku 21. stoletja pa samo okrog 140. Pristanišča ob Velikih jezerih so leta 2006 pretovorila 173 milijonov ton tovora. 
Plovba po Velikih jezerih zaradi ledu ni možna skozi celo leto.
Nekatere jezerske ladje, ki niso prevelike za zapornice Saint Lawrence Seaway, lahko plujejo tudi v Atlantskem oceanu - te ladje se označujeo kot Seawaymax. 